# FC Meralco Manila
El Loyola Meralco Sparks Football Club fue un equipo de fútbol de Filipinas de la empresa de electricidad Meralco. Este equipo forma parte de la Universidad Ateneo de Manila.
Es presidido por el empresario filipino Manuel V. Pangilinan, presidente de la empresa de electricidad Meralco.
Fue fundado en el año 2006 en la localidad de Quezon City y juega en la UFL Division 1. A nivel internacional ha participado en 1 torneo continental, en la Copa de Singapur en donde fue eliminado en semifinales por el Tampines Rovers de Singapur.
El club desaparece oficialmente el 8 de enero de 2018 luego de que la empresa Meralco decide dejar de invertir en el club, aunque la institución todavía se mantiene activa dentro del sistema de divisiones menores con el nombre Loyola FC.

## Entrenadores
| Nombre              | Periodo   |
| ------------------- | --------- |
| Kim Chul-soo        | 2011–2013 |
| Vincent Santos      | 2013–2014 |
| Simon McMenemy      | 2014–2016 |
| Jose Ariston Caslib | 2016–2018 |

## Palmarés
- UFL Cup

- Campeón (1): 2013
- Subcampeón (1): 2011
- Tercer lugar (1): 2012.

## Participación en competiciones internacionales
| Temporada | Torneo        | Ronda            | Club                   | Casa | Visita   | Global |
| --------- | ------------- | ---------------- | ---------------------- | ---- | -------- | ------ |
| 2012      | Singapore Cup | Preliminar       | Geylang United         | 2-1  |          |        |
| 2012      | Singapore Cup | Cuartos de final | Kanbawza               | 3–1  | 2-2      | 5-3    |
| 2012      | Singapore Cup | Semifinal        | Tampines Rovers        | 0–3  | 2-0      | 0-5    |
| 2012      | Singapore Cup | 3º Lugar         | Gombak United          | 0–3  | Fourth   |        |
| 2013      | Singapore Cup | Preliminar       | Harimau Muda B         | 3-0  |          |        |
| 2013      | Singapore Cup | Cuartos de final | Tanjong Pagar United   | 3–3  | 2-1      | 4-5    |
| 2013      | Menpora Cup   | Grupo B          | Persepam Madura United | 1–3  | 4º Lugar |        |
| 2013      | Menpora Cup   | Grupo B          | Arema                  | 1–0  | 4º Lugar |        |
| 2013      | Menpora Cup   | Grupo B          | Mitra Kukar            | 5–1  | 4º Lugar |        |
| 2014      | Singapore Cup | Preliminar       | SHB Vientiane          | 7-1  |          |        |
| 2014      | Singapore Cup | Cuartos de final | Home United FC         | 1–2  | 2-0      | 1-4    |

## Galería

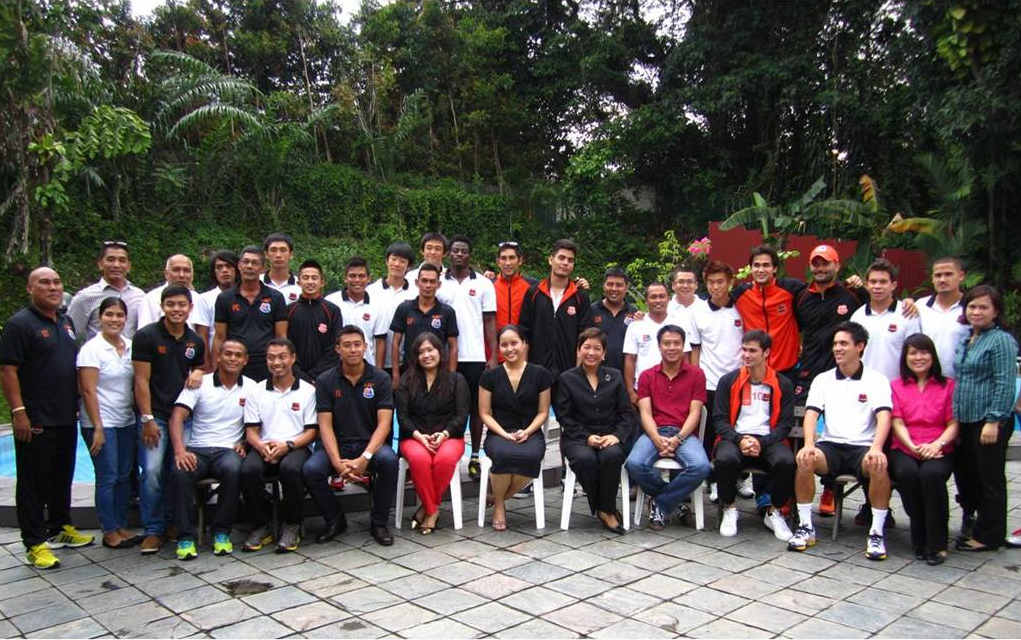
Integrantes del Loyola Meralco Sparks que participaron en la Copa de Singapur de 2013
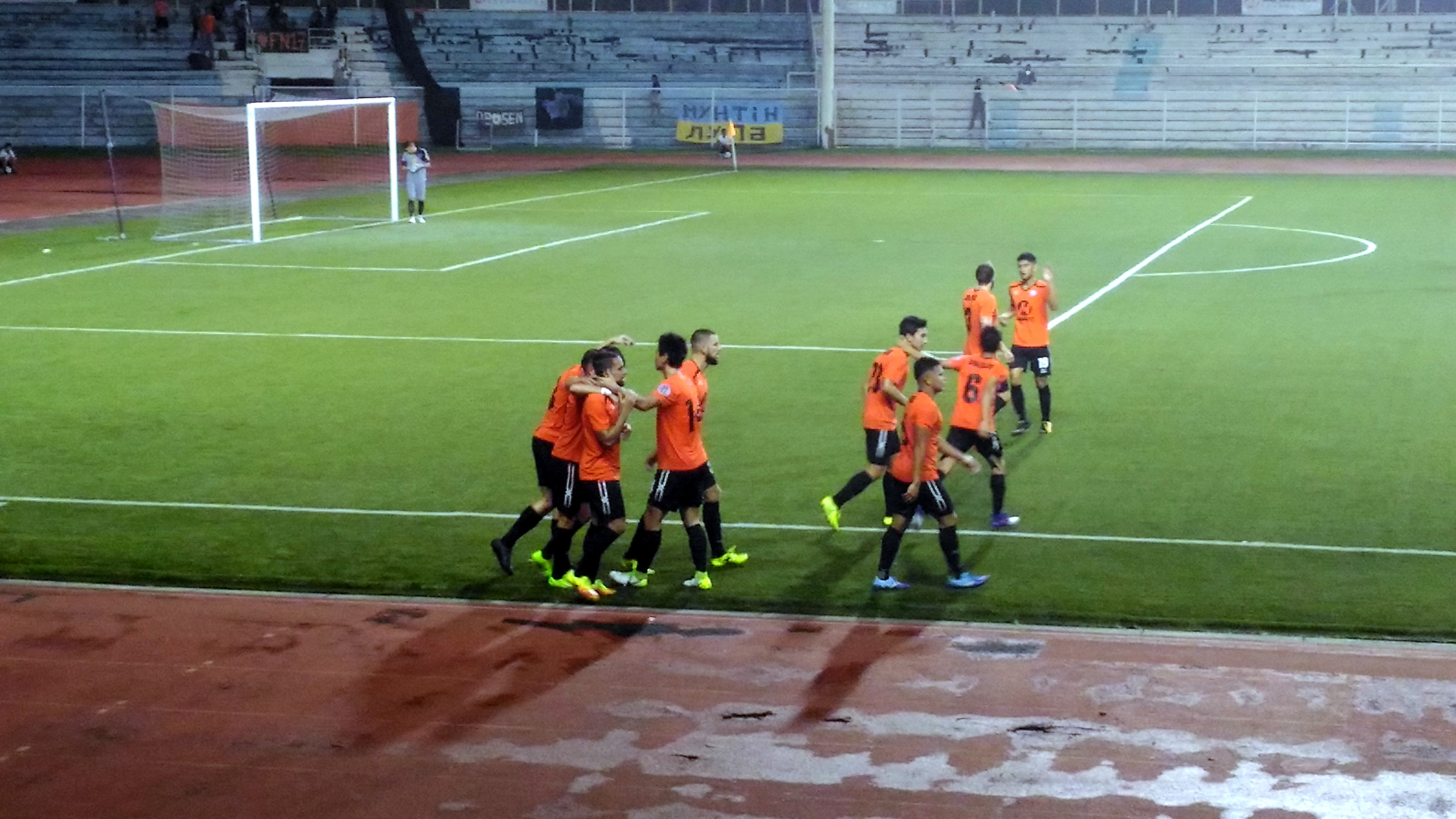
Jugadores del Meralco Manila celebran un gol ante el Davao Aguilas el 23 de septiembre de 2017
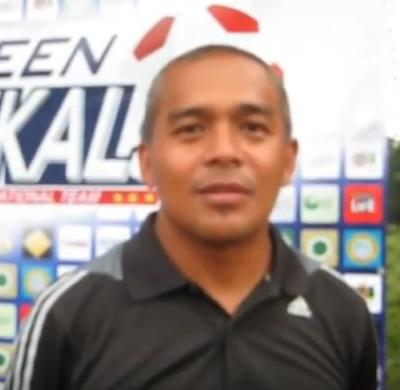
Jose Ariston Caslib fue el último entrenador del Meralco Manila